# Tmavoskvrnáč zhoubný
Tmavoskvrnáč zhoubný, též píďalka zhoubná nebo píďalka zimní, Erannis defoliaria je motýl, jehož housenky poškozují listy dřevin žírem při rašení. V ČR housenky způsobují žírem při přemnožení rozsáhlé silné prosvětlení korun dubů. Tmavoskvrnáč zhoubný je polyfág, a podle dostupných informací způsobuje příležitostně vážné škody. Při víceletém napadení může dojít i k odumření dřeviny.

## Synonyma
Pro organismus s označením tmavoskvrnáč zhoubný (Erannis defoliaria) je používáno více rozdílných názvů, například Phalaena defoliaria.

## Zeměpisné rozšíření
Domovinou tmavoskvrnáče zhoubného je Asie a Evropa. Druh je rozšířen v celé oblasti západního palearktického výskytu dubu (Quercus sp.). V Evropě je běžným druhem, běžně se vyskytuje též v Česku.

## Popis

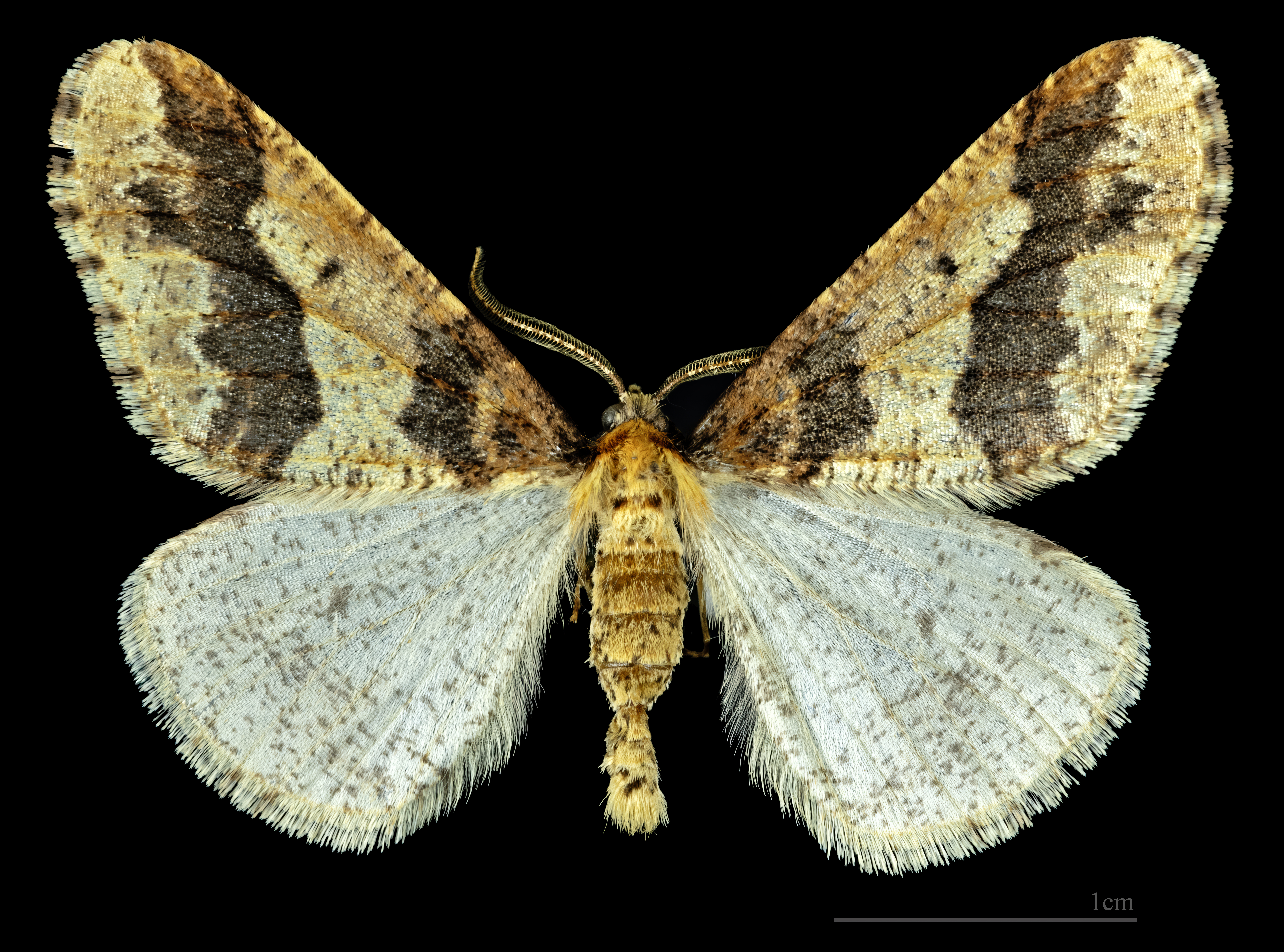
Tmavoskvrnáč zhoubný

Rozpětí křídel dospělce je asi 40 až 45 mm u samce, ale je velmi variabilní. Samice je bezkřídlá. Dospělci mají křídla běložlutá s černými a žlutými kresbami. Motýli se dokážou barevně adaptovat na prostředí.
Housenky jsou hnědozelené a mají na hřbetě mají dva tmavé proužky, na bocích 2 žluté, rezavě skvrnité pruhy.
Vajíčka jsou velká 0,5–0,8 mm v průměru, žlutobílá, později oranžová, kulovitého tvaru.

## Biologie

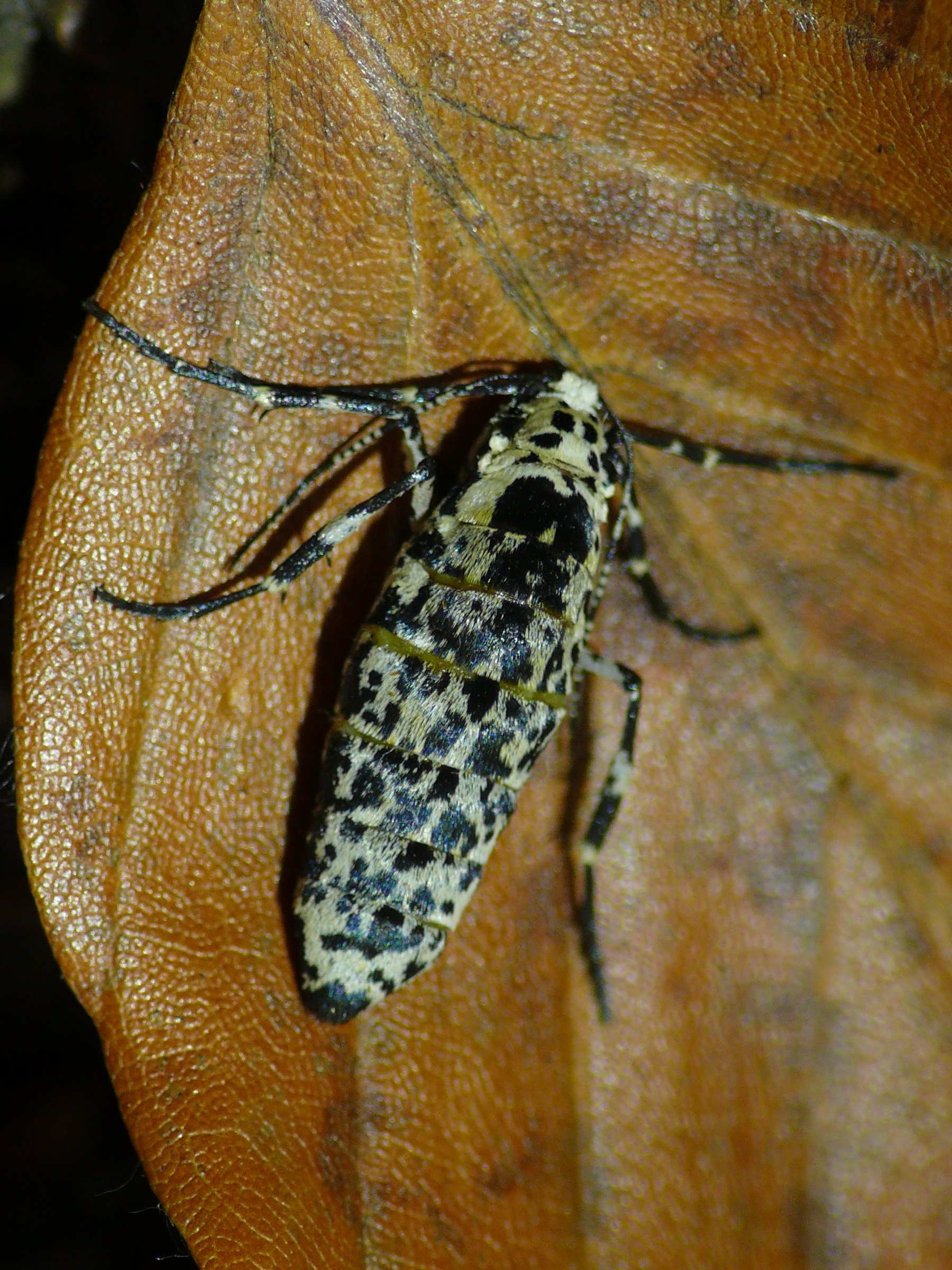
Erannis defoliaria, samička

Tmavoskvrnáč zhoubný je široký polyfág, který napadá ovocné dřeviny, ale i mnoho rodů okrasných nebo lesních dřevin, jako je dub (Quercus spp.), habr (Carpinus), buk lesní (Fagus sylvatica), lípa (Tillia spp.), javor, bříza, topol, jilm, skalník (Cotoneaster) či líska (Corylus) a jiné.
Přezimují vajíčka na větvích. Housenky se líhnou v době rašení pupenů. Pro líhnutí larev jsou nutné deště. Proto vlhká chladná léta a mírně vlhké podzimy vedou ke gradacím tohoto škůdce. Vykusují pupeny, květy a rašící listy. Ožírají i plody a základy pecek. V červnu se kuklí, většinou v řídkém zámotku v půdě, 10–14 cm hluboko. Dospělci se líhnou na podzim, od září do listopadu. Tmavoskvrnáč zhoubný má během roku jednu generaci.
Vyskytuje se v dubových lesích, v parcích a zahradách.

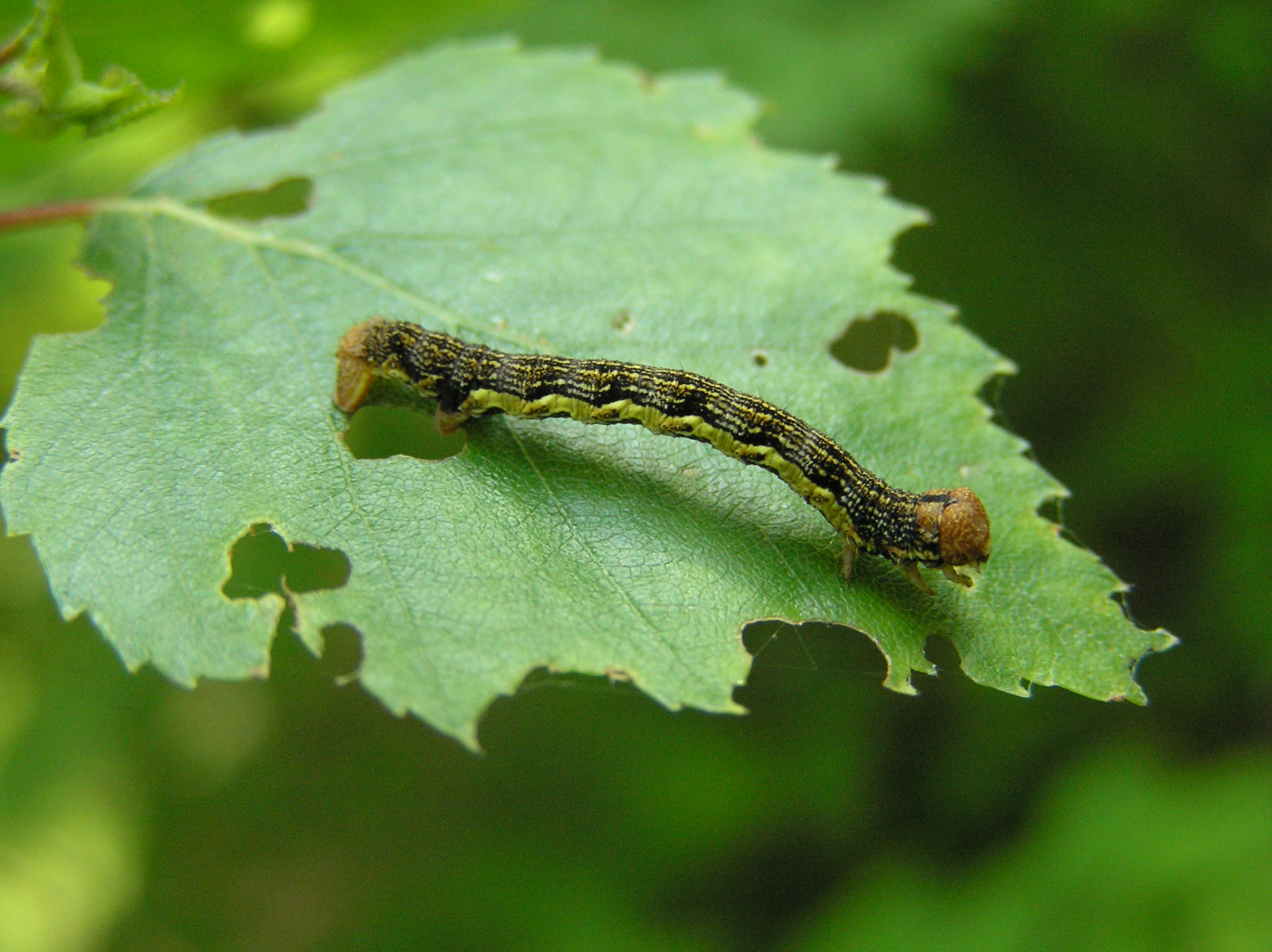
Jiná barevná varianta housenky

## Rostlinolékařský význam
Po dvou letech holožíru mohou duby odumírat. Housenky jsou schopny výrazně poškodit ovocné stromy. Na třešních vykusují housenky do plodů dírky.  Tmavoskvrnáč zhoubný patří k hospodářsky významným druhům, způsobujícím vážné škody.
Přítomnost housenek tmavoskvrnáče zhoubného prozrazuje žír na listech. Při přemnožení dochází k silnému prosvětlení koruny . Odumírají zbytky listů, strom vypadá jako usychající. Poškozovány jsou i plody, u třešní plody zahnívají, na jiných plodech se tvoří jizvy.

### Ochrana rostlin
K ochraně rostlin se používá biologický boj pomocí Bacillus thuringiensis a lepové pásy.

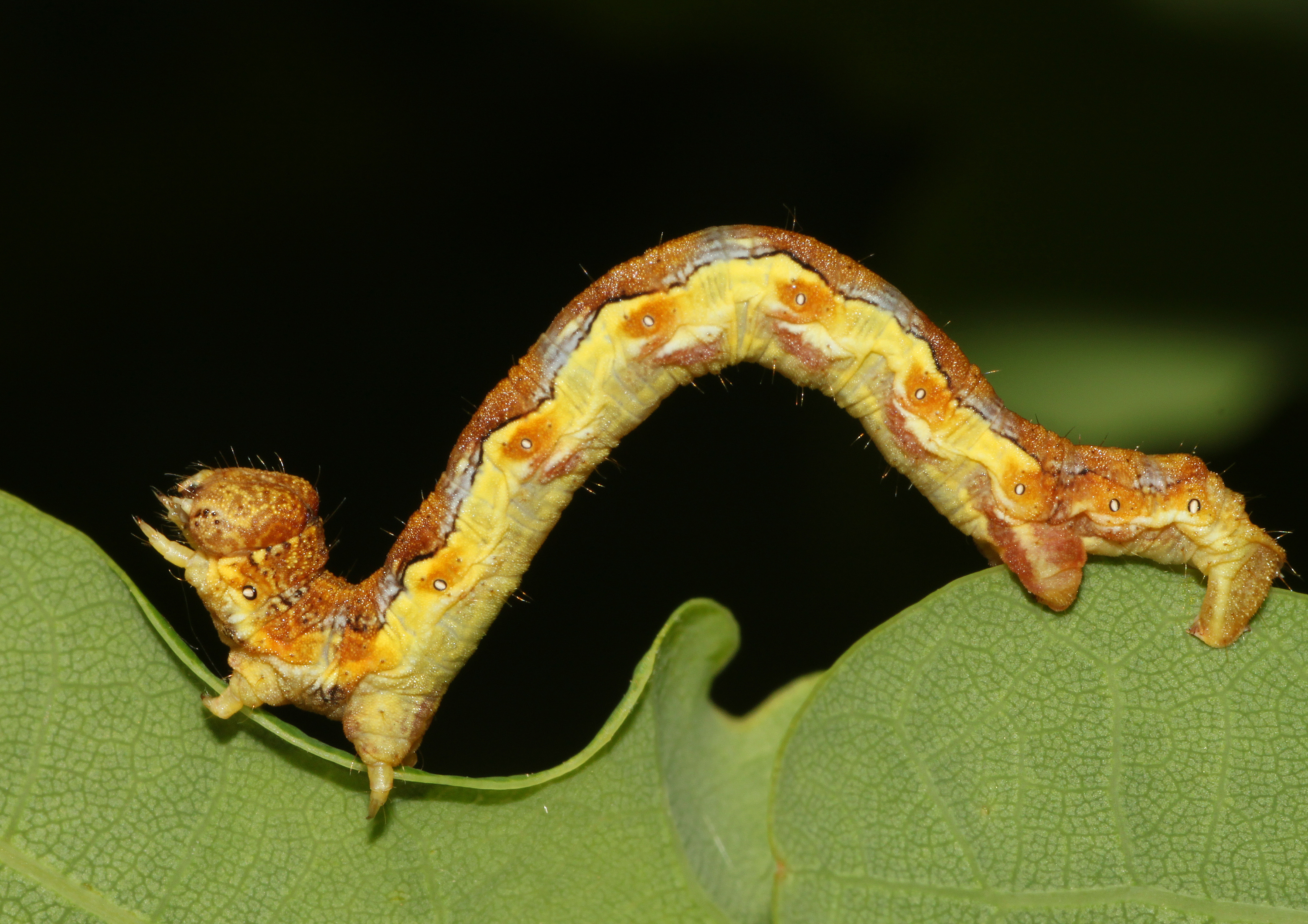
Housenka